# Cerchus niger
Cerchus niger là một loài bọ cánh cứng trong họ Lucanidae. Loài này được Boucher & Kral mô tả khoa học năm 1997.